# Nervus trigeminus
Nervus trigeminus eller trillingenerven er den 5. af de 12 parrede hjernenerver og det er den største af disse. Det er en blandet sensorisk og motorisk nerve, dog er den overvejende sensorisk. Nerven sørger for sensorisk innervation af ansigtet og motorisk innervation af tyggemusklerne. 

## Nervens bane

### Hjernenervekerner
N. trigeminus har kerner i både medulla oblongata, pons og mesencephalon:
- Nuc. motorius n. trigemini er en somatomotorisk efferent kerne der udsender alle trigeminus motoriske tråde. Denne er placeret i pons.
- Nuc. spinalis, nuc. pontinus, nuc. mesencephalicus n. trigenimi er alment somatisk afferente kerner, der modtager sensorisk information for hele ansigtet. 
  - Nuc. spinalis n. trigemini findes i medulla oblongata og modtager smertetråde fra hele ansigtet
  - Nuc. pontinus n. trigemini ligger i pons og modtager information om tryk og berøring fra stort set hele ansigtet.
  - Nuc. mesencephalicus n. trigemini findes i mesencephalon, og modtager proprioceptive impulser (det at kunne mærke hvilken stilling musklerne sidder i) fra tyggemuskler, øjenmuskler og mimisk ansigtsmuskulatur

### Forløb
Nerven har sit apparente udspring (det sted hvor den kommer frem på hjernens overflade) på forfladen af pons. Ved udtrædelstedet samler de sensoriske tråde sig i en større radix sensoria og de motoriske tråde samler sig i en mindre radix motoria. 
Radix sensoria løber kort efter dannelsen ind i det sensoriske ganglion, ganglion trigeminale. Herfra udgår n. ophthalmicus, n. maxillaris og den sensoriske del af n. mandibularis.

### Hovedgrene
- N. ophthalmicus er den øverste gren fra ganglion trigeminale og er rent sensorisk
- N. maxillaris er den midterste gren fra ganglion trigeminale og er rent sensorisk.
- N. mandibularis er den største af grenene fra n. trigeminus. Den består af den nederste gren fra ganglion trigeminus og hele radix motoria. Nerven er dermed både sensorisk og motorisk.

## Supplerende billeder
- Viser hvor de tre trigeminusgrene innerverer ansigtet sensorisk. Det grønne område repræsenterer n. ophthalmicus, det røde: n. maxillaris og det gule n. mandibularis.